# 브리시겔라
브리시겔라(Brisighella, 로마냐어: Brisighëla)는 이탈리아 북동부 에밀리아로마냐 주의 라벤나 (코무네)이다. 이곳은 이탈리아의 가장 아름다운 마을 ("이탈리아의 가장 아름다운 마을") 중 하나이다.

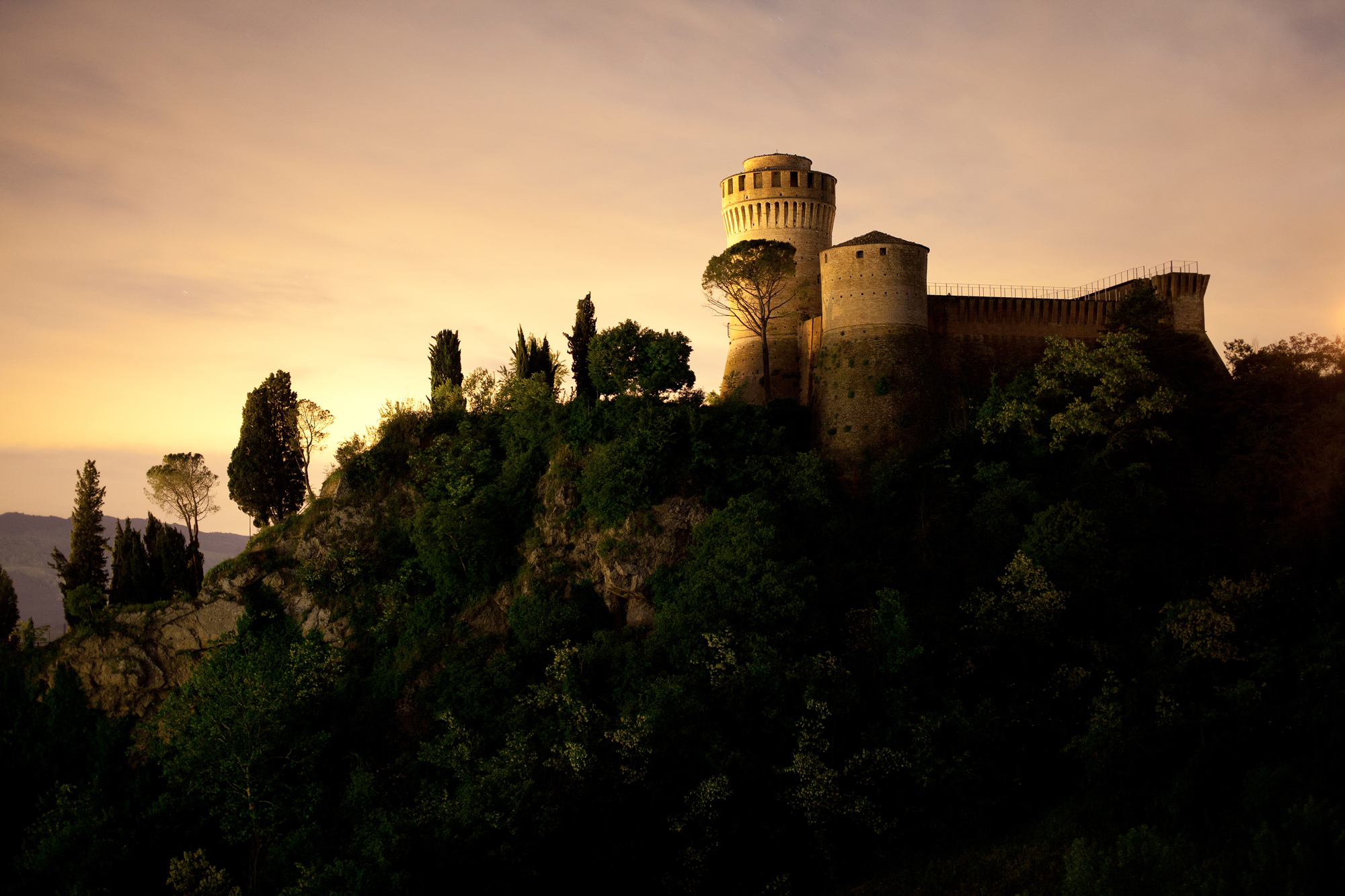
브리시겔라의 로카 만프레디아나, 에밀리아로마냐

브리시겔라는 다음 지방 자치체와 접해 있다: 카솔라 발세니오, 카스트로카로 테르메 에 테라 델 솔레, 파엔차, 포를리, 마라디, 모딜리아나, 팔라추올로술세니오, 리올로 테르메. 마기나르도 파가니가 명령하고 후에 파엔차의 영주인 프란체스코 만프레디가 확장한 로카 성에서 유래했다.
이곳은 로마 가톨릭교회의 추기경인 디노 몬두치 (1922–2006)의 출생지이다.
에델 릴리안 보이니치의 소설 등에 (1897)의 마지막 부분이 브리시겔라를 배경으로 한다. 현재 영국이나 미국에서는 거의 알려지지 않았고 이탈리아에서는 거의 무명인 이 역사 소설은 20세기 후반 소련, 동유럽 공산주의 국가, 마오쩌둥의 중국 등에서 그 줄거리의 마르크스주의적 재해석을 바탕으로 인기를 얻었다.

## 주요 명소
- 비아 델 보르고 또는 비아 델리 아시니 ("당나귀 길"): 주로 다양한 유형의 아치로 덮인 고가 도로.
- 오세르반차 교회 (1520년): 내부에는 마르코 팔메차노가 그린 성모자와 성인 그림이 있다.
- 산 조반니 인 오타보의 피에베 (시골 교회) (11세기)
- 로카 (성): 1228년에 건설되었다. 여러 개의 원통형 탑이 있으며, 가장 높은 탑은 1503년에 추가되었다.
- 몬티치노 성역 (18세기)
- 토레 델로롤로조 ("시계탑"): 기존 방어 구조물 위에 19세기에 재건되었다.

## 저명한 인물
- 도메니코 바르두치 (1847–1929), 피부과 의사이자 수문학자